# Jofroi de Waterford
Jofroi de Waterford, nacido en Waterford (Irlanda) y muerto alrededor de 1300, fue un traductor anglo-normando.
Jofroi de Waterford era un fraile dominico que conocía el griego, el árabe y el francés. Residente en París, no tenía relación con Irlanda más allá de su nombre. Aparece en una alusión a su trabajo basado en París
A él se debe principalmente la traducción del latín al anglo-normando de la historia apócrifa de la guerra de Troya de Dares de Frigia y la de Eutropio. También se le atribuye el Segré de segrez (Secretos de los secretos), una traducción en colaboración con Servais Copale, a petición de un protector, de una obra griega erróneamente atribuida a Aristóteles :

Et por ce moi priastes que cel liure, ki fu translatei de Griu en Arabic, et derechief de Arabic en Latin, vos translataisse de latin en franchois. Et ie, à vous priieres, al translater ai mise ma cure, et avoiques le plus grant trauail, k’en hautes et parfondes estudes sui embesoingniés.
Y por eso me pedisteis que ese libro, que había sido traducido del Griego al Árabe, y directamente del Árabe al Latín, os tradujera del latín al francés. Y yo, ante vuestra petición, dediqué mi cuidado a la traducción, y con el mayor trabajo, ya que estoy ocupado en altos y profundos estudios.